# SNK vs. Capcom: Card Fighters Clash
SNK vs. Capcom: Card Fighters Clash é uma mini-série de jogos eletrônicos da SNK entre 1999 e 2006 para consoles portáteis.

## Jogos
Este jogo possui o tema de cartas colecionáveis, baseado nas séries de jogos de luta mais populares da SNK e Capcom, e também incluindo referências a vários outros tipos de jogos de ambas as companhias. O jogo usa cartas baseadas em personagens da Capcom e SNK de uma variedade de jogos antigos e recentes. As duas primeiras versões deste jogo foram lançados para Neo-Geo Pocket Color, e uma versão mais recente para Nintendo DS.

### SNK vs Capcom: Card Fighters Clash
O primeiro jogo da série, lançado em 1999, é o primeiro crossover entre as duas companhias. Todos os personagens foram ilustrados em estilo super deformados. Existem duas versões deste jogo, complementárias entre eles: a versão SNK e a versão Capcom.

### SNK vs Capcom: Card Fighters Clash Expand Edition
Uma seqüencia que foi lançada somente para o Japão foi titulado como "SNK vs Capcom: Card Fighters Clash Expand Edition", lançado em 2000, após Capcom vs. SNK 2. Em adição às 240 cartas de "Personagem" e 60 de "Ação" do primeiro jogo, 124 novas cartas foram incluidas nesta seqüencia. Inclusos nestas novas cartas estão 40 cartas "Reação". Cartas "Reação" são semelhantes às cartas "Ação", mas elas só podem ser usadas durante um ataque do oponente. Além disto, as cartas "Personagem" que estiveram no primeiro jogo agora possuem novas ilustrações (também super deformadas), feitos por um artista diferente. Outra nova característica são as cartas "Personagem Especial" que trazem versões alternativas dos personagens, ilustradas com um estilo regular, ao contrário de possuir o estilo super deformado.
Uma versão traduzida para o inglês por fãs do Card Fighters Clash 2 e uma em português  agora está disponível em forma de um patch para o arquivo original do jogo. Este projeto tem como objetivo trazer ao segundo jogo desta mini-série uma audiência mais ampla.

### SNK vs. Capcom: Card Fighters DS
Esta versão para Nintendo DS foi lançada em 14 de dezembro de 2006 para o Japão e em 24 de abril de 2007 para os Estados Unidos. A jogabilidade, a mecânica e as cartas foram todos trocados por um sistema quase que inteiramente novo. Adicionalmente, nesta versão:
- Personagens da ADK foram adicionados ao lado da SNK, de jogos como World Heroes, Agressors of Dark Kombat e Ninja Master's Haou Ninpou-ko.
- Vários novos personagens de jogos recentes produzidos por ambas as companhias foram adicionados, como Dante (fazendo sua primeira participação em um jogo que  foi lançado para PlayStation 2) e Phoenix Wright da Capcom, e  também Yuki e Nagase da SNK.